# Шитовалов, Валерий Викторович
Вале́рий Ви́кторович Шитова́лов (1 февраля 1940, Симферополь — 26 июля 2013, Симферополь) — советский и украинский актёр театра и кино, профессор. Народный артист Украины (1992), заслуженный артист РСФСР (1978).

## Биография
Валерий Викторович Шитовалов родился 1 февраля 1940 года в городе Симферополе Крымской АССР.
После окончания школы пришел работать в Крымский русский драматический театр им. М. Горького, его приняли во вспомогательный состав.
В 1970 году окончил школу-студию МХАТ.
С 1958 года по 1988 год работал в драматических театрах:
- Шадринск, Шадринский государственный драматический театр
- Магнитогорск, Магнитогорский драматический театр имени А. С. Пушкина
- Оренбург, Оренбургский областной драматический театр имени М. Горького
- Владимир, Владимирский академический театр драмы
- Севастополь,
- Курск, Курский государственный драматический театр имени А. С. Пушкина, вёл театральную студию юного зрителя, конец 1970-х гг.
- Краснодар, Краснодарский академический театр драмы, 1980-е гг.

С 1988 года — артист Крымского академического русского драматического театра им. М. Горького.
Преподавал на кафедре режиссуры и мастерства актёра в Крымском филиале Киевского национального университета культуры и искусств, являлся деканом факультета театрального искусства и хореографии, профессором Крымского университета культуры, искусств и туризма.
Валерий Викторович Шитовалов скончался 26 июля 2013 года в городе Симферополе Автономной Республики Крым.

## Роли в кино
Среди киноролей Шитовалова, были в основном эпизодические, но характерные роли в боевиках:
1. 1978 — Летняя поездка к морю — эпизод
2. 1981 — Кольцо из Амстердама — Геннадий Иванович Гринёв, полковник госбезопасности
3. 1981 — Через Гоби и Хинган — эпизод
4. 1990 — Дураки умирают по пятницам — шулер
5. 2002 — Брак по расчёту
6. 2003 — Кармен — милиционер
7. 2012 — Единственный мой грех — доктор
8. 2013 — Хайтарма — отец Амет-Хана Султана
9. 2014 — Там, где ты — московский следователь

## Награды
- Народный артист Украины, 1992 год[1]
- Заслуженный артист РСФСР, 2 февраля 1978 года
- Заслуженный артист Автономной Республики Крым, 2000 год
- Знак отличия Автономной Республики Крым «За верность долгу», 29 января 2010 года[4].
- Серебряная медаль им. А. Попова, 1978 год
- Премия им. А. Бучмы Союза театральных деятелей Украины, 1996 год
- Премия Крымского республиканского отделения Национального Союза театральных деятелей Украины имени народного артиста РСФСР Г. П. Апитина, 2004 год
- Лауреат Государственной премии Автономной Республики Крым, 1994 год
- ряд других наград

## Семья
- Жена Светлана Михайловна Калганова[5]
  - Дочь Оксана